# Seznam zápasů panamské fotbalové reprezentace na MS
Panamská fotbalová reprezentace byla celkem 1x na mistrovstvích světa ve fotbale a to v roce 2018.
- Aktualizace po MS 2018 - Počet utkání - 3 - Vítězství - x - Remízy - x - Prohry - 3

| Číslo | Soupeř  | Výsledek | MS      | Fáze turnaje       | Góly Islandu                      |
| ----- | ------- | -------- | ------- | ------------------ | --------------------------------- |
| 1.    | Belgie  | 0 – 3    | MS 2018 | základní skupina G | Ne                                |
| 2.    | Anglie  | 1 – 6    | MS 2018 | základní skupina G | Felipe Baloy                      |
| 3.    | Tunisko | 1 – 2    | MS 2018 | základní skupina G | Jasín Maríá (vlastní gól Tuniska) |